# Аацы
Аацы́ (абх. Аацы; груз. ააცი) — село в Абхазии, в Гудаутском районе частично признанной Республики Абхазия, согласно административному делению Грузии — в Гудаутском муниципалитете Абхазской Автономной Республики. В прошлом село официально именовалось Аци и Ааци. Расположено к востоку от райцентра Гудаута в равнинно-предгорной полосе у подножья Бзыбского хребта.
В административном отношении село является административным центром Аацинской сельской администрации (абх. Аацы ақыҭа ахадара), в прошлом Аацинского сельсовета. По территории села проходит главное шоссе Абхазии.

## Границы

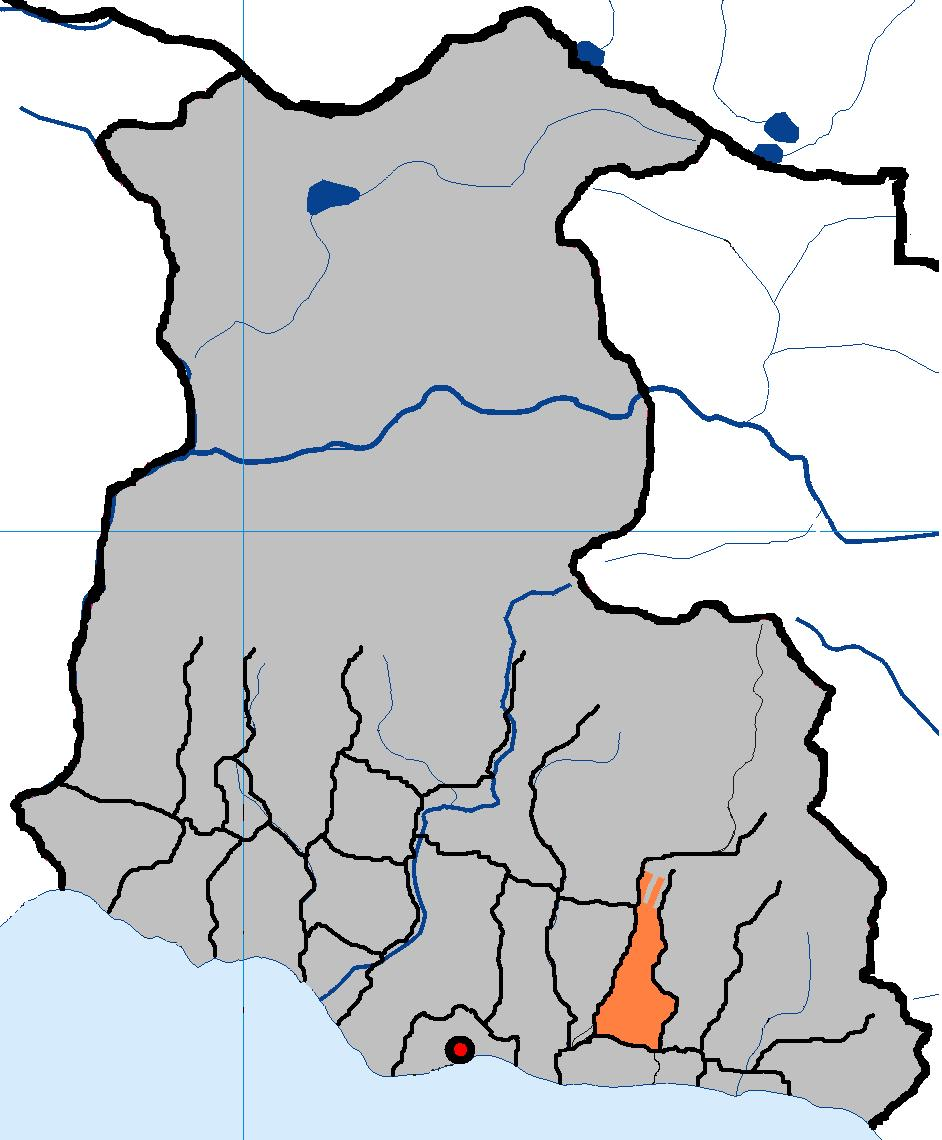
Расположение села Аацы

На севере границей села служит Бзыбский хребет, на востоке Аацы граничит с сёлами Мцара и Анхуа по реке Цкуара, на юге — с селом Арсаул, на западе — с рекой Аапста.

## Население
По данным переписи 1959 года в селе Аацы жило 330 человек, в основном абхазы (в Аацинском сельсовете в целом — 1331 человек, также в основном абхазы). По данным переписи 1989 года население Аацинского сельсовета составило 1396 человек, в том числе села Аацы — 371 человек, в основном абхазы. По данным переписи 2011 года численность населения сельского поселения (сельской администрации) Аацы составила 1061 человек, из них 96,4 % — абхазы (1023 человека), 2,6 % — русские (28 человек), 0,4 % — армяне (4 человека), 0,2 % — греки (2 человека), 0,4 % — другие национальности (4 человека).
После мухаджирства — насильственного выселения кавказских горцев в Турцию — на части территории полуопустевшего села Аацы в 1880-е годы осели славянские поселенцы (русские и украинцы), образовав отдельное село Баклановка (Бакланка), названное в честь генерала Бакланова. Около 70 лет Аацы и Бакланка существуют как отдельные сёла, в 1952 году Бакланка вновь сливается с Аацы.
По данным переписи населения 1886 года собственно в селении Аацы проживало мусульман-суннитов — 714 чел., православных христиан — 268 чел. По сословному делению в Аацы имелось 12 дворян, 2 представителей «городских» сословий и 968 крестьян. Представителей княжеского сословия и православного духовенства в Аацы не проживало.
В селении Бакланка в 1886 году проживало православных христиан — 310 чел., армяно-григориан — 1 чел.
Аацы
| Год переписи | Число жителей | Этнический состав                                        |
| ------------ | ------------- | -------------------------------------------------------- |
| 1886         | 982           | абхазы 94,7 %; русские 5,3 %                             |
| 1926         | 987           | абхазы 95,9 %; армяне 1,6 %; греки 1,1 %; русские 1,0 %; |
| 1959         | 1331          | абхазы, русские (нет точных данных)                      |
| 1989         | 1396          | абхазы, русские (нет точных данных)                      |
| 2011         | 1061          | абхазы (96,4 %), русские (2,6 %)                         |

Бакланка
| Год переписи | Число жителей     | Этнический состав                                                          |
| ------------ | ----------------- | -------------------------------------------------------------------------- |
| 1886         | 311               | русские 98,1 %; поляки 1,9 %                                               |
| 1926         | 355               | украинцы 43,1 %; абхазы 20,3 %; русские 19,4 %; грузины 7,9 %; греки 4,8 % |
| 1959         | в составе с. Аацы | русские, абхазы (нет точных данных)                                        |
| 1989         | в составе с. Аацы | русские, абхазы (нет точных данных)                                        |

## Историческое деление
Село Аацы исторически подразделяется на 5 посёлков (абх. аҳабла):
- Аацы Ахабла (Бакланка)
- Алдзыхь
- Алра
- Бынтха (Бытха)
- Кутыдзра

## Интересные факты
В постмухаджирский период Аацы было единственным селом Абхазии с преобладанием мусульманского населения над христианским.
Согласно данным переписи 1926 года, Бакланка была единственным селом Абхазии с относительным украинским большинством.

## Известные люди
- Пачалия Шарах Абзегович (1914—2000) — режиссёр, актёр театра и кино, народный артист СССР.
- Марыхуба Игорь Ражденович — абхазский государственный, общественно-политический деятель, политик и учёный-историк Республики Абхазия.

## Использованная литература
1. Кварчия В. Е. Историческая и современная топонимия Абхазии (Историко-этимологическое исследование). — Сухум : Дом печати, 2006. — 328 с.
2. Кәарҷиа В.Е. Аҧсны атопонимика. - Аҟәа: 2002. - 686 д. (абх.)